# 箕輪成男
箕輪 成男（みのわ しげお、1926年（大正15年）2月11日 - 2013年（平成25年）8月30日）は、日本の出版学者。神奈川大学名誉教授。

## 来歴
東京生まれ。旧制弘前高等学校から1950年東京大学卒業、同大学院を経て、1951年東京大学出版会に勤務。1958年財団法人東京大学出版会理事、1962年同専務理事、1975年同相談役。1976年国際連合大学教授（出版部長）、1986年愛知学院大学教授、1989年神奈川大学経営学部教授、1994年名誉教授。1990年日本出版学会会長、1994年名誉会長。初代・国際学術出版協会会長。2002年「新聞学序説 (Introduction to publishing studies)」で新聞学博士（上智大学）。2013年8月30日、老衰のため死去。87歳没。

## 著訳書

### 著書
- 『情報としての出版』弓立社、1982
- 『消費としての出版』弓立社、1983
- 『歴史としての出版』弓立社、1983
- 『国連大学奮戦記 国際誤解学のために』サイマル出版会、1985
- 『「国際コミュニケーション」としての出版』日本エディタースクール出版部、1993
- 『フィリピンの出版事情 出版市場の量的測定を中心に』国際出版学研究所、1995
- 『出版学序説』日本エディタースクール出版部、1997
- 『パピルスが伝えた文明 ギリシア・ローマの本屋たち』出版ニュース社、2002
- 『紙と羊皮紙・写本の社会史』出版ニュース社、2004
- 『中世ヨーロッパの書物 修道院出版の九〇〇年』出版ニュース社、2006
- 『近世ヨーロッパの書籍業 印刷以前・印刷以後』出版ニュース社、2008
- 『近代「出版者」の誕生 西欧文明の知的装置』出版ニュース社、2011

### 翻訳
- G.R.ホウズ『大学出版部 科学の発展のために』東京大学出版会、1969 UP選書
- ジェームズ・W.トムプソン『出版産業の起源と発達 フランクフルト・ブックフェアの歴史』出版同人、1974
- ハーバート・S.ベイリー『出版経営入門 その合理性と非合理性』訳編 出版同人、1976
- 『本は違う イギリス再販制裁判の記録』編訳 出版流通対策協議会、1980
- K.E.エブル『大学教授のためのティーチングガイド』玉川大学出版部、1988
- ジョン・フェザー『イギリス出版史』 玉川大学出版部、1991
- クラーク・カー『大学経営と社会環境 大学の効用』鈴木一郎共訳 玉川大学出版部、1994